# Mezzo (ambiente de desktop)
Mezzo é o ambiente de desktop criado por Ryan Quinn. Adicionado a Symphony OS, segue-se Jason Spisak 's Leis de Interface Design e representa uma nova forma de apresentar dados para o usuário. Mezzo usa FVWM como gerenciador de janelas.
Mezzo dispõe de conceitos-padrão como "O desktop é uma pasta" em vez de sistemas de menus aninhados ele apresenta todas as informações necessárias diretamente para o usuário através do desktop principal e quatro mesas alvos para as tarefas e arquivos relacionados ao sistema, programas, arquivos e lixeira. Tenta simplificar o ambiente de trabalho.
Inicialmente disponível apenas para Symphony OS, algumas versões anteriores do Mezzo estava disponível como um  pacote .deb para outras distribuições baseadas-Debian como o Ubuntu. O projeto Mezzo também influenciou por outros projetos, especialmente os Kuartet Desktop, que é construído em cima do KDE com o SuperKaramba e Python para a renderização de uma interface gráfica projetada de forma semelhante.